# 天台山站

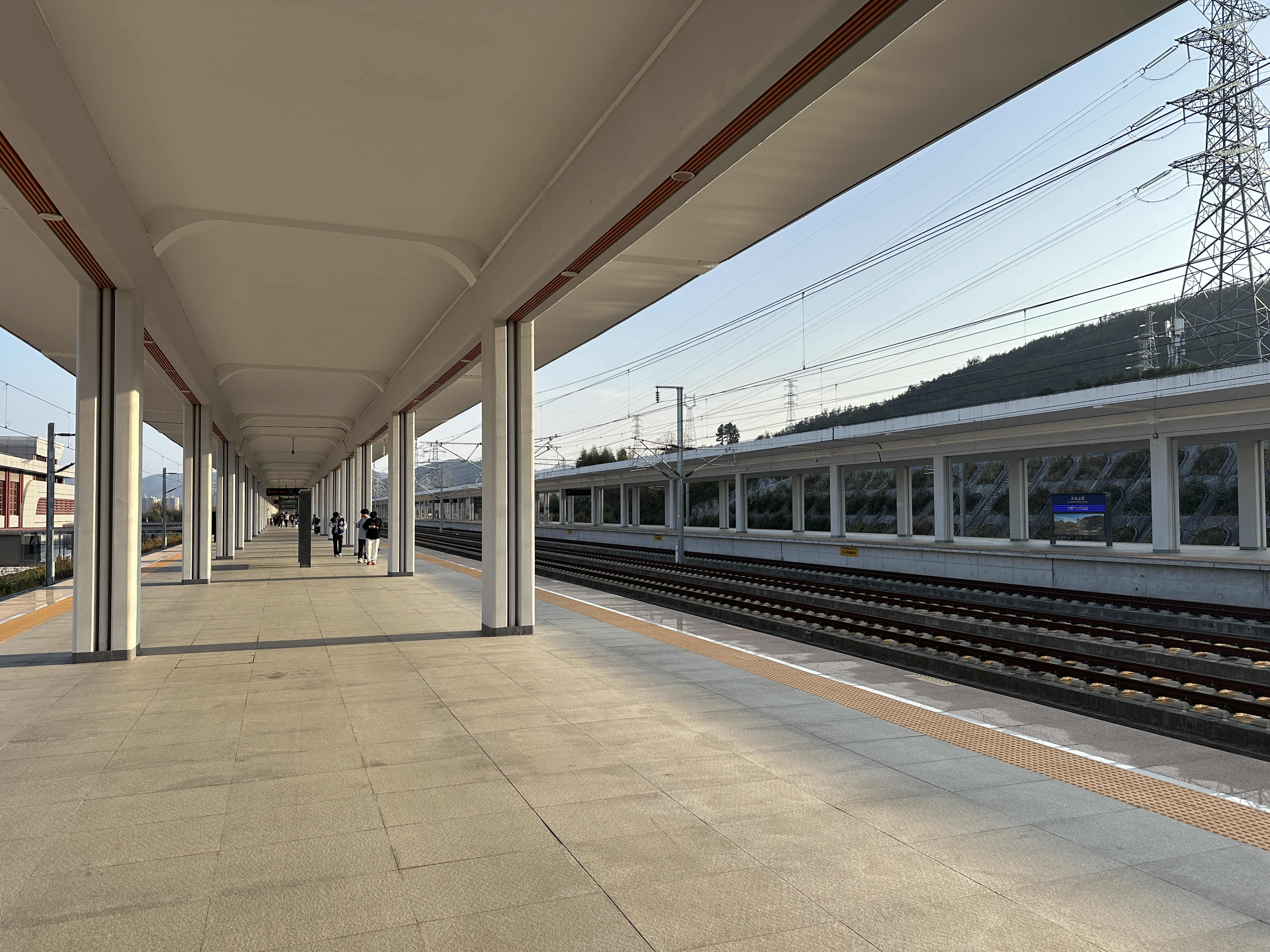
车站站台

天台山站位于中华人民共和国浙江省台州市天台县，是杭台高速铁路上的一座车站，于2022年1月8日启用。

## 車站周邊
- 天台山天湖景区

## 歷史
- 2022年1月8日启用。

## 外部連結
- 中国铁路客户服务中心 （页面存档备份，存于）